# Montberon
Montberon (en occità Montberon) és un municipi francès situat al departament de l'Alta Garona, a la regió Occitània.